# Nikola Iliev
Pour les articles homonymes, voir Iliev.
Nikola Iliev (en bulgare : Никола Илиев), né le 6 juin 2004 à Roussé en Bulgarie est un footballeur international bulgare qui évolue au poste de milieu offensif au Botev Plovdiv.

## Biographie

### En club
Né à Roussé en Bulgarie, Nikola Iliev est formé par le Botev Plovdiv, où il commence sa carrière professionnelle. Il joue son premier match le 29 septembre 2019, lors d'une rencontre de championnat face au PFK Slavia Sofia. Il entre en jeu et son équipe s'incline par un but à zéro,.
En septembre 2020, il s'engage à l'Inter Milan pour un contrat de quatre ans, et intègre dans un premier temps la Primavera. Il se distingue le 31 mai 2022 face aux U19 de l'AS Roma en inscrivant le but vainqueur qui permet à son équipe de s'imposer et d'être sacré champion (2-1 score final).
Le 10 août 2023, Nikola Iliev est prêté pour une saison au CSKA 1948.

### En équipe nationale
Nikola Iliev représente l'équipe de Bulgarie des moins de 19 ans. Il marque notamment un but le 25 mars 2022 face au Monténégro, permettant aux siens de s'imposer (1-0 score final).
Nikola Iliev est convoqué pour la première fois avec l'équipe nationale de Bulgarie en septembre 2022. Il honore sa première sélection le 23 septembre 2022 contre Gibraltar. Il entre en jeu et son équipe l'emporte par cinq buts à un,.